# 安德鲁·欧文
安德鲁·「桑迪」·科米恩·欧文（英語：Andrew "Sandy" Comyn Irvine，1902年4月8日—1924年6月8日或9日）是一名英国登山者。1924年，他参与了英国对珠穆朗玛峰的第三次探险。他在攀登珠穆朗玛峰途中，与登山同伴乔治·马洛里失踪于山峰北坡的某处。由於至今找不到兩人攜帶的相機，他們是否成為世界上第一個登頂珠峰的登山者至今成謎，登山界稱為「馬歐之謎」。马洛里的屍體於1999年被搜索隊發現，身上沒有相機，欧文的部分屍體遗骸一直到失踪百年后的2024年才被找到。

## 失蹤線索

### 發現歐文的冰鎬
1933年5月，由魯德列吉率領的英國第四次珠峰探險隊登頂失敗，但是隊員哈里斯在東北山脊海拔27,725英尺（8,451）的「第一台階」附近發現了歐文的冰鎬。

### 發現當年的氧氣瓶
1991年5月，在海拔27,800英尺（8,473）處發現1924年的氧氣瓶，此處比1933年發現歐文的冰鎬高約二十米，在「第一台階」之下約十分鐘路程。由於1924年只有馬洛里和歐文使用氧氣瓶，這個氧氣瓶標誌著他們攀登的最低高度。

### 許競1960年看到的屍體
許競是1960年中國首次登頂珠穆朗瑪峰副隊長。他多次表示在1960年登頂途中看到屍體，其中在「第一台階」與「第二台階」之間看到的屍體可能是歐文的屍體。

### 王鴻寶1975年看到的歐洲人屍體
1979年10月，中日聯合路線偵察隊前往珠峰，中國隊員王鴻寶告訴日本隊長長谷川良典，1975年他參加中國第二次珠峰登頂時，在海拔8,100米左右曾發現一具身着旧式衣物歐洲人的屍體。由於1975年之前東北坡這個高度附近只有馬歐兩人失蹤，這可能是歐文的屍體。王鴻寶兩天後在雪崩中喪生，因此無法獲得更多的訊息。

### 发现部分尸体遗骸
2024年9月，一支由美国华人登山家兼摄影师金国威率领的国家地理纪录片拍摄组在珠峰中绒布冰川处发现了欧文的部分尸体遗骸。拍摄组从融化的冰层中发现了一只靴子和里面的断脚，以及一只在标签上缝有欧文名字的袜子。而两人携带的相机则没有被找到。

## 外部連結
- Everest News on Sandy Irvine （页面存档备份，存于）
- Altitude Everest Expedition 2007, retracing Mallory and Irvine's last steps on Everest.
- AC Irvine Travel Fund （页面存档备份，存于）
- The Search for Andrew Irvine （页面存档备份，存于）